# Augusto Graziani
Augusto Graziani (né le 4 mai 1933 à Naples et mort le 5 janvier 2014  dans la même ville) est un économiste hétérodoxe, professeur d'économie politique et homme politique italien. Il est principalement connu pour ses travaux sur l'économie monétaire, et il est l'auteur de la théorie du circuit monétaire.

## Biographie
Né à Naples dans une famille juive originaire de Modène, Augusto Graziani est le fils du juriste Alessandro Graziani et le petit-fils de l'économiste Augusto Graziani (1865-1944) , tous deux professeurs à Naples .
Il est diplômé en économie et en commerce de l'Université " Federic II " de Naples, avant de poursuivre ses études plus tard à la London School of Economics puis à l'Université de Harvard dans le Massachusetts, États-Unis.
En 1962, il devient professeur d'économie politique à l'Université de Catane, puis, en 1965, à l'Université de Naples. Ä partir de 1989, il est professeur d'économie à la Faculté des Sciences Économiques et Commerciales de l'Université de Rome « La Sapienza ».
Durant la XIelégislature (1992-1994) il est sénateur de la République dans le groupe du Parti démocrate de la gauche.
Il a été membre de l'Académie des Lyncéens, de la Société nationale des économistes, de l'Académie des sciences de Turin, du conseil d'administration de la Fondation Antonio Gramsci et du conseil consultatif de la Revue européenne de l'histoire de la pensée économique.
Il meurt à Naples des suites d'une longue maladie le 5 janvier 2014, à l'âge de 80 ans.

## Pensée
Augusto Graziani est connu pour avoir développé la théorie du circuit monétaire  dont il est considéré comme l'un des fondateurs et le principal représentant italien,,.
Il s'écarte très tôt de la logique néo-classique : il est en désaccord sur plusieurs de leurs théories. La monnaie, selon lui, ne pourrait être neutre dans un système économique. Et, toujours en rupture avec les hypothèses du néo-classicisme, il considère que les attentes des consommateurs ne sont pas des variables exogènes au modèle économique, mais le déterminent.

## Principales œuvres
- Œuvre complète en www.augustograziani.com
- (en) Augu https://www.canva.com/folder/FAFNPkA5KTA sto Graziani, "The theory of the monetary circuit", Economies et Societes, vol. 24, no. 6, pp 7‐36 (1990).
- (en) Augusto Graziani, "The theory of the monetary circuit", in The money supply in the economic process: a post Keynesian perspective, vol. 60, eds M. Musella and C. Panico, Elgar Reference Collection, International Library of Critical Writings in Economics, Aldershot, U.K. (1995)
- (it) Augusto Graziani, La Teoria del circuito monetario. Milano: Jaca Book, 1996.
- (it) Augusto Graziani, Lo Sviluppo Dell'Economia Italiana. Dalla ricostruzione alla moneta europea. Torino: Bollati Boringhieri, 1998.
- (en) Augusto Graziani, The monetary theory of production, Cambridge University Press, Cambridge, UK (2003).

## Source de la traduction
- (it) Cet article est partiellement ou en totalité issu de l’article de Wikipédia en italien intitulé « Augusto Graziani » (voir la liste des auteurs).